# ЖОК Црвена звезда
Женски одбојкашки клуб Црвена звезда је одбојкашки клуб из Београда. Клуб је део Спортског друштва Црвена звезда. Тренутно се такмичи у Суперлиги Србије.
Црвена звезда је најуспешнији женски одбојкашки клуб у Србији по броју освојених првенстава (27) и купова (18).

## Историја
Женска одбојкашка екипа Црвене звезде формирана је 1946, годину дана по оснивању одбојкашке секције. Тадашњи први тим углавном су чиниле кошаркашице. Због нередовних тренинга, те исте године одбојкашице Црвене звезде нису успеле да се квалификују на државно првенство. Међутим, већ 1947. године стање се поправило. Почела је са радом и јуниорска женска екипа, чиме је почело стварање екипе која је остварила прве значајне резултате.
Педесетих година, неприкосновене су биле одбојкашице Партизана, које су доминирале у домаћем првенству. Тада се већ назирало да Црвена звезда има талентовану генерацију која се може укључити у борбу за титулу. Прву титулу шампиона државе одбојкашице Црвене звезде су освојиле 1959. У следеће две сезоне титулу је освајао Партизан, док је Звезда била друга.
Након тога почиње период доминације Црвене звезде када је освојено шест узастопних титула првака Југославије. Низ је прекинут само закратко, 1968, а настављен је са још пет нових титула.
Једна од најбољих генерација у историји клуба, стигла је 1976. и до завршног турнира Купа европских шампиона. Завршни турнир је игран у Белгији где су црвено-беле одбојкашице ипак поражене у полуфиналу. То је до тада био највећи успех југословенске женске клупске одбојке. Домаћа првенства су освајана и 1982. и 1983. Значајан успех на међународној сцени је остварен 1986. године, када се клуб пласирао на финални турнир Купа ЦЕВ. Турнир је одигран у италијанској Ређо Емилији где су црвено-беле заузеле треће место.
Период без трофеја је трајао све до почетка деведесетих, када је освојена дупла круна 1992. године. На наредну титулу првака државе се чекало до почетка 21. века. Деведесете су обележиле одбојкашице ужичког Јединства, које тада нису имале себи равног такмаца у борбама за титулу најбољих. Тренер Црвене звезде Зоран Терзић, предводио је млади Звездин састав до успеха и титуле 2002. године и тако је прекинуо доминацију Ужичанки. Низ освајања титула је трајао све до 2004. када екипу напуштају Ања Спасојевић и Ивана Ђерисило, које су предводиле ову генерацију Звездиних одбојкашица.
Велики успеси у европским такмичењима су остварени у Купу ЦЕВ крајем прве деценије 21. века. Звездине одбојкашице су на завршном турниру овог купа 2008. у Београду пред својом публиком у хали Пионир освојиле треће место. Најдаље су доспеле две године касније, у Бакуу, где су у финалу поражене од Италијанки. Нови успех је у овом такмичењу остварен 2011. године пласманом у полуфинале.

## Успеси

### Национални
- Национално првенство (28):
  - Првенство Југославије (18): 1959, 1962, 1963, 1964, 1965, 1966, 1967, 1969, 1970, 1971, 1972, 1975, 1976, 1977, 1978, 1979, 1982, 1983.
  - Други (10): 1956, 1958, 1960, 1961, 1968, 1973, 1974, 1980, 1981, 1991.
  - Првенство СРЈ / СЦГ (5): 1992, 1993, 2002, 2003, 2004.
  - Првенство Србије (5): 2010, 2011, 2012, 2013, 2022.
  - Други (4): 2008, 2009, 2014, 2018.

- Национални куп (18):
  - Куп Југославије (10): 1960, 1961, 1962, 1972, 1974, 1977, 1979, 1982, 1983, 1991.
  - Финалиста (2): 1980, 1986.
  - Куп СР Југославије (2): 1992, 2002.
  - Финалиста (3): 1993, 1997, 1999.
  - Куп Србије и Црне Горе:
  - Финалиста (1): 2004.
  - Куп Србије (6): 2010, 2011, 2012, 2013, 2014, 2022.
  - Финалиста (4): 2007, 2009, 2018, 2019.

- Национални суперкуп (1):
  - Суперкуп Србије (1): 2022.
  - Финалиста (3): 2013, 2014, 2019.

### Међународни
- ЦЕВ Лига шампиона:
  - Четврто место (1): 1975/76.
  - Четвртфинале (2): 1962/63, 1963/64.
- ЦЕВ куп:
  - Финалиста (1): 2009/10.
  - Треће место (1): 2007/08.
  - Полуфинале (1): 2010/11.
  - Четвртфинале (1): 2008/09.
- ЦЕВ Челенџ куп:
  - Треће место (1): 1985/86.

## Трофејни састави
- 1962, 1963 — Мирјана Раденковић, Љиљана Нинковић, Љубица Зделар, Олга Царан, Бранка Џаковић, Марија Павловић, Лепосава Јелић, Босиљка Лукић, Драгица Зорић - тренер: Братислав Марковић.
- 1964 — Мирјана Раденковић, Љиљана Гориншек, Љубица Зделар, Олга Царан, Бранка Џаковић, Марија Павловић, Лепосава Јелић, Драгица Зорић - тренер: Братислав Марковић.
- 1965 — Мирјана Раденковић, Љубица Зделар, Олга Царан, Бранка Џаковић, Ана Жежељ, Ружица Анђелковић, Злата Стајковић, Марија Павловић, Лепосава Јелић - тренер: Братислав Марковић.
- 1966, 1967 — Мирјана Раденковић, Љубица Зделар, Олга Царан, Бранка Џаковић, Ана Жежељ, Ружица Анђелковић, Злата Стајковић, Марија Павловић, Лепосава Јелић, Љиљана Нинковић, Слободанка Милетић, Гордана Јовичић - тренер: Сава Гроздановић.
- 1969 — Мирјана Раденковић, Љубица Зделар, Олга Царан, Бранка Џаковић, Ружица Анђелковић, Злата Стајковић, Марија Павловић, Лепосава Јелић, Мирјана Јелић, Слободанка Милетић, Гордана Јовичић - тренер: Лазар Гроздановић.
- 1970 — Мирјана Раденковић, Љубица Зделар, Олга Царан, Бранка Џаковић, Ружица Анђелковић, Слободанка Гужвић, Босиљка Кубуровић, Марија Павловић, Лепосава Јелић, Мирјана Јелић, Слободанка Милетић, Гордана Јовичић - тренер: Братислав Марковић.
- 1971 — Марија Павловић, Слободанка Гужвић, Олга Царан, Мирјана Раденковић, Слободанка Милетић, Босиљка Кубуровић, Славица Јелисавчић, Зорица Вукадиновић, Мирјана Јелић, Сања Брушлија - тренер: Љубомир Стојић.
- 1972 — Марија Павловић, Славица Бибер, Слободанка Гужвић, Олга Царан, Мирјана Раденковић, Слободанка Милетић, Босиљка Кубуровић, Снежана Лозанчић, Славица Јелисавчић, Зорица Вукадиновић, Сања Брушлија, Љиљана Гужвица, Љиљана Живаљевић - тренер: Љубомир Стојић.
- 1975 — Душица Милетић, Слободанка Милетић, Љиљана Живаљевић, Сенка Бешлагић, Гордана Грчић, Јованка Марковић, Снежана Лозанчић, Мирјана Раденковић, Ана Јокановић, Мирјана Јелић, Љиљана Гужвица - тренер: Михајло Марковић.
- 1976 — Јованка Марковић, Гордана Грчић, Милена Јовановић, Снежана Топаловић, Ана Јокановић, Љиљана Стојимировић, Љиљана Гужвица, Милева Боринчевић, Душица Милетић, Мирјана Јелић, Слободанка Милетић, Љиљана Пешић - тренер: Ђорђе Радојковић.
- 1977 — Јованка Марковић, Гордана Грчић, Милена Пуртић, Ана Јокановић, Љиљана Гужвица, Милева Боринчевић, Душица Милетић, Љиљана Пешић - тренер: Александар Боричић.
- 1978 — Јованка Марковић, Гордана Грчић, Милена Јовановић, Ана Јокановић, Љиљана Стојимировић, Љиљана Гужвица, Милева Боринчевић, Душица Милетић, Љиљана Пешић - тренер: Александар Боричић.
- 1979 — Јованка Марковић, Гордана Грчић, Милена Јовановић, Ана Јокановић, Љиљана Стојимировић, Милева Боринчевић, Душица Милетић, Љиљана Пешић, Татјана Обрадовић, Мирјана Грчић, Андријана Куртовић, Снежана Степић, Снежана Јанчић - тренер: Александар Боричић.
- 1982 — Јадранка Мрвић, Мирјана Грчић, Богданка Радаковић, Љиљана Пешић, Милева Боринчевић, Ана Јокановић, Милена Јовановић, Јованка Марковић, Анђелка Матовић, Љиљана Стојимировић - тренер: Александар Боричић.
- 1983 — Јадранка Мрвић, Мирјана Грчић, Богданка Радаковић, Љиљана Пешић, Милева Боринчевић, Милена Јовановић, Јованка Марковић, Анђелка Матовић, Љиљана Стојимировић, Александра Петковић, Мирјана Михаиловић, Биљана Владисављев - тренер: Александар Боричић.
- 1992 — Олга Шкурнова, Данијела Цвијетић, Биљана Ружић, Ирина Павлова, Ратка Костић, Драгана Ђукић, Хелена Лазаревић, Бранка Секулић, Оливера Драгаш, Сандра Длеск, Јасна Ковачевић - тренер: Бранислав Моро.
- 1993 — Драгана Ђукић, Ирина Павлова, Мајда Чичић, Биљана Ружић, Ванда Лаврнић, Александра Боричић, Ратка Костић, Бранка Секулић, Оливера Драгаш, Данијела Цвијетић, Хелена Лазаревић, Јасна Ковачевић - тренер: Бранислав Моро.
- 2002, 2003 — Слађана Ерић, Ања Спасојевић, Маја Симанић, Ивана Ђерисило, Марија Мратинковић, Јелена Мијатовић, Маја Лакушић, Ивана Крџић, Ксенија Цицварић, Ивана Боричић, Маја Мирковић, Лана Томић, Ивана Божић - тренер: Зоран Терзић.
- 2004 — Маја Огњеновић, Ивана Васин, Ања Спасојевић, Ивана Ђерисило, Ивана Божић, Маја Лакушић, Марина Вујовић, Слађана Ерић, Драгана Илић, Марија Мратинковић, Ивана Исаиловић, Сања Ханушић, Ивана Поповић, Ивана Нешовић - тренер: Зоран Терзић.
- 2010 — Стефана Вељковић, Нађа Нинковић, Јована Стевановић, Бојана Живковић, Јелена Медаревић, Јелена Благојевић, Тамара Ракић, Љубица Кецман, Ана Бјелица, Ивана Нешовић, Нина Росић, Теодора Пушић, Јадранка Будровић - тренер: Ратко Павличевић.
- 2011 — Нађа Нинковић, Бојана Живковић, Сања Малагурски, Ана Бјелица, Јелена Благојевић, Јована Стевановић, Марта Валчић, Тамара Ракић, Јадранка Будровић, Теодора Пушић, Јелена Медаревић, Мина Томић, Љубица Кецман - тренер: Ратко Павличевић.
- 2012 — Јадранка Будровић, Мина Поповић, Тамара Ракић, Бојана Радуловић, Теодора Пушић, Јелена Медаревић, Ана Бјелица, Милица Кубура, Јована Стевановић, Марта Валчић, Љубица Кецман, Николина Лукић, Катарина Чанак - тренер: Ратко Павличевић.
- 2013 — Мина Поповић, Ана Бјелица, Јована Стевановић, Љубица Кецман, Николина Лукић, Јулија Миловић, Теодора Пушић, Сара Војнић-Пурчар, Јадранка Будровић, Маја Симић, Милица Кубура, Катарина Маринковић - тренер: Ратко Павличевић.

## Познате играчице
- Љиљана Нинковић
- Љубица Зделар
- Бранка Џаковић
- Олга Царан
- Марија Павловић
- Мирјана Раденковић
- Мирјана Јелић
- Слободанка Милетић
- Гордана Грчић
- Душица Милетић
- Ана Јокановић
- Љиљана Стојимировић
- Јованка Марковић
- Милева Боринчевић
- Олга Шкурнова
- Ирина Павлова
- Драгана Ђукић
- Бранка Секулић
- Нели Маринова
- Маја Симанић
- Ања Спасојевић
- Ивана Ђерисило
- Слађана Ерић
- Драгана Илић
- Маја Огњеновић
- Ивана Исаиловић
- Лиана Меса
- Стефана Вељковић
- Ивана Нешовић
- Нина Росић
- Бојана Живковић
- Нађа Нинковић
- Јелена Благојевић
- Сања Малагурски
- Тамара Ракић
- Ана Бјелица
- Јована Стевановић
- Јулија Миловић
- Мина Поповић
- Љубица Кецман
- Теодора Пушић
- Весна Читаковић
- Бојана Миленковић
- Тијана Малешевић

## Познати тренери
- Братислав Марковић
- Сава Гроздановић
- Лазар Гроздановић
- Александар Боричић
- Зоран Терзић
- Ратко Павличевић